# Agara
Agara (georgiska: აგარა) är en daba (stadsliknande ort) i Georgien. Den ligger i den centrala delen av landet, 90 km väster om huvudstaden Tbilisi. Agara ligger 642 meter över havet. Antalet invånare var 3 364 år 2014.